# Serpentina
Dans le monde de la tauromachie, la serpentina est une passe de cape essentiellement considérée comme un adorno. 

## Description et fonction
Elle demande une certaine dextérité pour être exécutée avec grâce. Tenant l'étoffe par une pointe, le torero fait décrire à la cape une spirale en l'air. L'homme imprime  ensuite à la cape un mouvement tournant dans le sens vertical.  
La passe doit être exécutée d'une seule main, enchaînant le plan vertical et horizontal avec la cape qui s'enroule ensuite sur le corps du matador, tourné lui-même face au taureau.
Elle a surtout une fonction décorative. C'est une passe d'enjolivement spectaculaire qui termine un quite de bonne qualité. Elle peut être encore prolongée par une rebolera.